# InfiniteGraph
InfiniteGraph — распределённая графовая СУБД, реализованная на Java. Входит в класс NoSQL (или Not Only SQL) баз данных, ориентированных на использование графовой структуры. Разработчики используют Infinitegraph для того, чтобы найти полезные и часто скрытые отношения в больших высоконагруженных наборах данных.
InfiniteGraph — это кросс-платформенная, масштабируемая, включающая облачные технологии и спроектирована для поддержки высокой пропускной способности.

InfiniteGraph удобна для приложений и сервисов, которые решают задачи теории графов.
Используется в телекоммуникациях, здравоохранении, кибербезопасности, производстве, CRM и социальных сетях.

## Особенности
- API/Протоколы: Java (ядро C++)
- Графовая модель: Маркированный направленный мультиграф. Ребро — это объект первого класса с идентичностью, независимой от соединяемых им вершин.
- Резервное копирование, включая онлайн-инкрементное резервное копирование и полное восстановление.
- Параллелизм: обновление блокировки в подграфах, одновременный неблокирующий прием.
- Согласованность: гибкая (от ACID до расслабленной).
- Распространение: блокировка сервера и идентификаторы объектов на 64 битах поддерживают пространство динамической адресации (каждая федерация может управлять 65535 отдельными базами данных и 10 ^ 24 байтами (один квадриллион гигабайт или 1 терабайт) пространства физической адресации).
- Многопоточная обработка.
- Встроенная облачная инфраструктура.
- Методы запроса: API-интерфейс Traverser, навигация по графам, квалификация языка предикатов и соответствие шаблону пути.
- Поддержка параллельных запросов.
- Наличие инструментов визуализации.
- Схема: поддержка schema-full режима обеспечивает механизм для добавления сторонних данных.
- Транзакции: полное соответствие с ACID.
- Поддержка Tinkerpop Blueprints и Gremlin.
- Выходной сигнал Talend для InfiniteGraph.
- Источник: собственный, с расширениями с открытым исходным кодом, интегрированными компонентами и сторонними коннекторами.
- Наличие гибких цены и различных вариантов лицензии.
- Поддержка платформ Windows, Linux и Mac с полной функциональной совместимостью.

## История
InfiniteGraph производится компанией Objectivity, Inc., которая разрабатывает технологии баз данных, поддерживающие крупномасштабное распределенное управление данными, сохранение сущности и анализ отношений. InfiniteGraph была представлена публике в 2010 году. Последняя версия (3.3) была выпущена в Июне 2014.

## Дополнительно
- Хранилище данных